# Hotel zum Schwan (Bad Karlshafen)

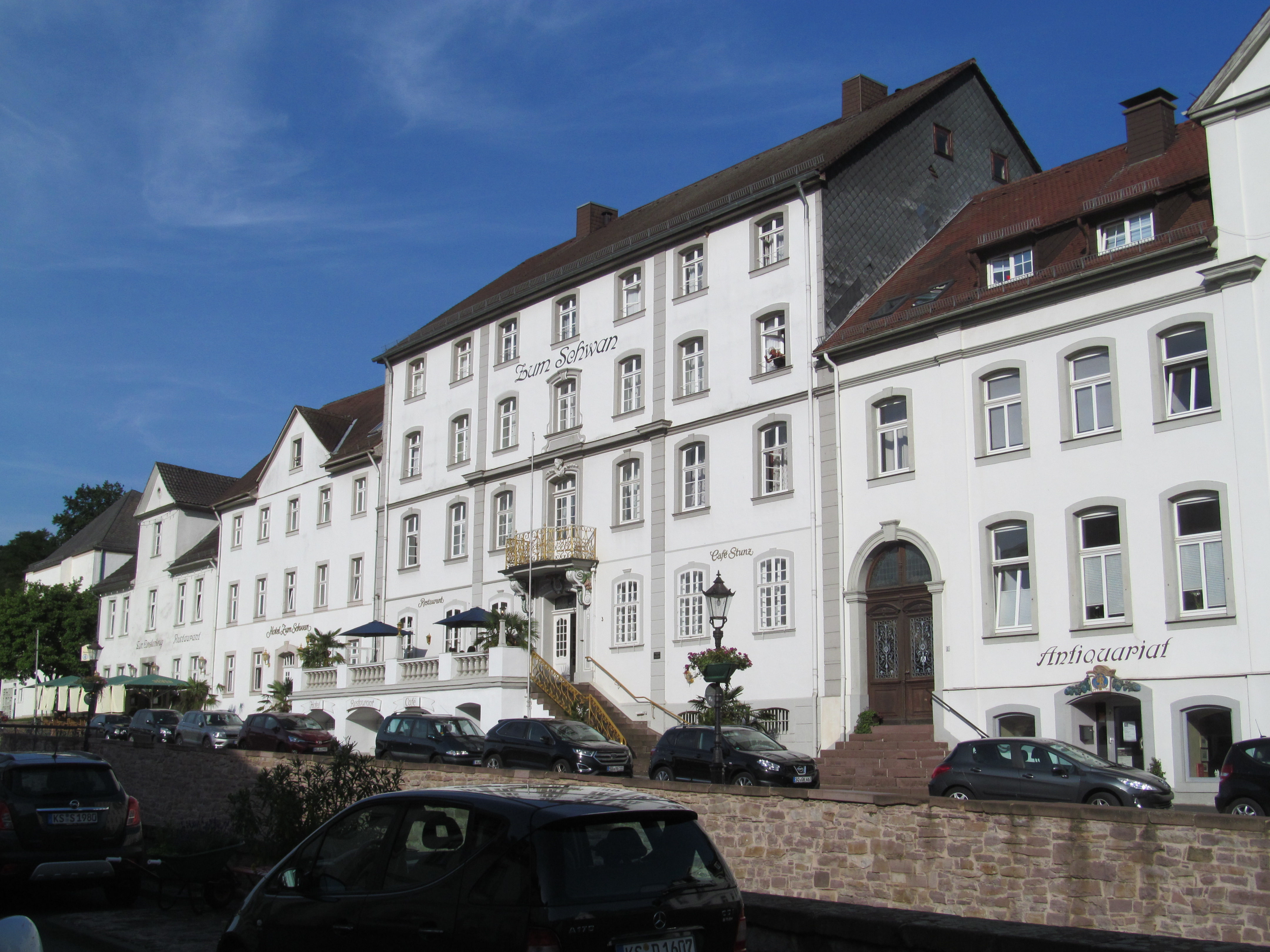
Hotel zum Schwan in Bad Karlshafen (Bildmitte)

Das Hotel zum Schwan in Bad Karlshafen, einer Kurstadt im Landkreis Kassel in Nordhessen, wurde 1765 eröffnet. Das Hotel an der Conradistraße 3 ist ein geschütztes Kulturdenkmal.
Der viergeschossige Massivbau auf hohem Sockel mit Satteldach ähnelt einem spätbarocken Palais. Die siebenachsige Fassade wird durch rustizierte Lisenen gegliedert. Über dem zweiten Geschoss ist ein ausladendes Gurtgesims, die beiden oberen Geschosse wurden 1832 aufgesetzt. Die segmentbogig geschlossenen Fenster sind mit profilierten Fenstereinfassungen versehen. 
Über dem prächtigen Portal wurde um 1780 ein Balkon auf Konsolen errichtet. Der Zugang erfolgt über eine einläufige Treppe und eine breite Terrasse mit Steinbalustrade.
Die Rokoko-Stuckierung in den Sälen wurde von Johann August Nahl dem Älteren (1710–1781) geschaffen.